# Karoling font
A karoling font (latinul pondus Caroli) egy történelmi tömegegység és pénzverési alapsúly, a karoling pénzrendszer alapja. Pontos értéke nem ismert, 408 grammra becsülik.
Számos dokumentum utal arra, hogy Nagy Károly (768–814) egy pénzreform keretében új, a római fonttal közel megegyező pénzverési alapsúlyt vezetett be. A pénzreformot valamikor 780–790 között hajtotta végre, de az alapsúly bevezetésének pontos dátuma és pontos értéke nem ismert.
A karoling font 20 solidusra oszlott (ilyen érmét nem vertek, ezért neve gyakran számítási solidus), egy solidus pedig 12 dénárra. (Latinul denarius.) Mivel a karoling dénárokat al marco verték, a karoling font értéke – források híján – csak a leletekből előkerült érmék átlagtömegéből (mintegy 1,7 gramm) becsülhető. A karoling font értékét a legújabb kutatások 408,24 és 409,24 grammra becsülik.
A frank időkben az egyes tárgyakkal kapcsolatos fogalmak szoros kapcsolatban voltak, ami a számításban is tükröződött. A pénz- és értékelési fogalmak változatlanok voltak és azonos volt az eredetük, az egyes népek és törzsek hagyományainak megfelelően. Ezek a fogalmak sokkal kifejezettebbek voltak délen és nyugaton, mint északon és keleten. A 8. század végén, Widukind von Corvey megtérése után egy egyéves ökör értéke a normannoknál 40 véka zab vagy 20 véka rozs, a vesztfáliaiaknál 30 véka zab vagy 15 véka rozs. A különféle hagyományok szerinti árucserék összehasonlíthatóságát Nagy Károly pénz- és mértékreformja, illetve az ekkor bevezetett egységes számítási érték tette lehetővé. Szintén az ő érdeme volt a szilárd 1:12 arany–ezüst értékarány megszilárdulása is, amely egészen a 16. század közepéig fennmaradt.
A különféle helyi mértékek 11. században megindult térnyerésével a karoling pénzrendszer érméi fokozatosan vesztettek jelentőségükből, majd a 12–13. században a karoling fonttal együtt végleg eltűntek.